# Mychailo Serdjuk
Mychailo Serdjuk (ukrainisch Михайло Сердюк, russisch Михаил Сердюк, auch Mykhaylo Serdyuk; * 28. Mai 1989 in Sumy) ist ein ukrainischer Biathlet.
Mychailo Serdjuk gab sein internationales Debüt bei den Biathlon-Juniorenweltmeisterschaften 2008 in Ruhpolding, wo er 33. des Einzels, 52. des Sprints, 29. der Verfolgung und Zehnter mit der Staffel wurde. Ein Jahr später startete der Ukrainer bei den Juniorenrennen der Biathlon-Europameisterschaften 2009 in Ufa. Serdjuk lief im Sprint auf den 26., im Verfolger auf den 23. Platz und gewann mit Witalij Kiltschyzkyj, Witalij Sokoljuk und Nasari Burik die Silbermedaille im Staffelrennen. Der weitere Jahresverlauf brauchte die Teilnahme an den Junioren-Skirollerrennen der Sommerbiathlon-Weltmeisterschaften 2009 in Oberhof mit den Platzierungen 19 im Sprint und 18 in der Verfolgung. 2010 nahm er an drei internationalen Meisterschaften teil. Zunächst lief er die Biathlon-Juniorenweltmeisterschaften 2010 in Torsby, bei denen er 63. des Sprints und Achter mit der Staffel wurde. Es folgten die Juniorenrennen der Biathlon-Europameisterschaften 2010 in Otepää, bei denen Serdjuk 52. des Einzels, 30. des Sprints und 17. der Verfolgung wurde. Bei den Sommerbiathlon-Weltmeisterschaften 2010 in Duszniki-Zdrój kamen die Platzierungen 21 im Sprint und 20 in der Verfolgung der Juniorenrennen hinzu.
Seit der Saison 2010/11 startet Serdyuk bei den Männern im IBU-Cup. Sein erstes Rennen war ein Sprint in Martell, das er als 56. beendete. Im weiteren Saisonverlauf gewann er als 35. eines Sprints in Nové Město na Moravě erste Punkte. In der Folgesaison verbesserte er seine Bestleistung auf einem 29. Rang im Verfolgungsrennen von Obertilliach. Erste internationale Meisterschaft bei den Männern waren die Biathlon-Europameisterschaften 2011 in Ridnaun, wo er 34. des Sprints, 25. der Verfolgung und mit Anton Junak, Witalij Kiltschyzkyj und Artem Pryma als Startläufer Achter des Staffelrennens wurde.